# واوه‌ده
واوه‌ده (به لاتین: Vovlada) یک منطقهٔ مسکونی در جمهوری آذربایجان است که در شهرستان آستارا دهستان لومین واقع شده‌است.

## ریشه واژه
واوه در زبان تالشی به معنای آبگرم و دی/ده به معنای ده و روستا است.